# Anthicus horridus
Anthicus horridus är en skalbaggsart som beskrevs av Leconte 1851. Anthicus horridus ingår i släktet Anthicus och familjen kvickbaggar. Inga underarter finns listade i Catalogue of Life.